# Mario Aspa
Mario Aspa (18. října 1795 Messina – 14. prosince 1868 tamtéž) byl italský hudební skladatel.

## Život
Mario Aspa se narodil 18. října 1795 v Messině na Sicílii. Hudební nadání se projevilo již v raném věku. Sám se naučil hrát na cembalo a na varhany. Rodiče chtěli, aby se stal knězem. On však opustil seminář a oženil se Giuseppou La Rosa z vesnice Santo Stefano.
V letech 1819–1820 debutoval jako skladatel několika oratorií a kantát. Jeho první opera měla premiéru v Messině, v divadle Teatro Munizione. Úspěch opery ho povzbudil, aby odešel do Neapole a doplnil si hudební vzdělání na neapolské konzervatoři u Niccolò Antonia Zingarelliho. Po dokončení studia se stal učitelem kontrapunktu a skladby na Conservatorio di San Pietro a Majella (Regio Collegio di Musica).
V roce 1829 se uskutečnila úspěšná premiéra dvouaktové opery Giovanni Bannier ossia L'assedio di Arolte. Na základě tohoto úspěchu byl jmenován ředitelem královských divadel Teatro San Carlo a Teatro del Fondo. V této funkci působil až do roku 1848 a spřátelil se s předními italskými hudebníky té doby (Vincenzo Bellini, Gioacchino Rossini a Saverio Mercadante).
Svůj největší úspěch zažil v roce 1843, kdy se na scéně Teatro Metastasio v Římě uskutečnila premiéra opery Paolo e Virginia. Opera se hrála patnáct večerů po sobě, vždy při plném sálu a ovacích ve stoje. Diváci doprovodili skladatele s pochodněmi až domů. Krátce nato byl přijat za člena Akademie svaté Cecilie v Římě.
V roce 1848 musel rezignovat na místo ředitele královských divadel, neboť on i jeho příbuzní se angažovali v revolučních událostech toho roku a po porážce revoluce se jeho situace stala neudržitelnou. Když mu navíc při epidemii cholery zemřely jeho dvě dcery, odstěhoval se do svého rodného města, stal se kapelníkem katedrály a vyučoval zpěv.
Zemřel v Messině 14. prosince 1868. Jeho dva synové, Rosario a Saro, se stali rovněž hudebními skladateli.

## Opery
- La gioventù di Enrico V (libreto Felice Romani, 1820 Messina, Teatro Munizione)
- Giovanni Bannier ossia L'assedio di Arolte, melodram (libreto Domenico Gilardoni, 1829 Neapol, Teatro del Fondo)
- Il carcere d'Ildegonda, melodram (libreto Gilardoni, 1830 Neapol, Teatro Nuovo)
- I litiganti senza lite, komický melodram (libreto Leone Andrea Tottola, 1831 Neapol, Teatro Nuovo)
- Federico Il re di Prussia ovvero La calunnia, historický melodram (libreto Giuseppe Ceccherini, 1833 Neapol, Teatro Nuovo)
- La finta greca (1834 Neapol, Teatro del Fondo)
- Il quadro parlante e la muta orfanella, historický melodram (libreto Giuseppe Ceccherini, 1834 Neapol, Teatro Nuovo)
- La burla (1834 Neapol, Teatro del Fondo)
- Il premio di Davide (1835 Lanciano)
- Il venti agosto (1835 Neapol, Teatro Nuovo)
- Bartolomeo del Piombo, melodram (libreto Giovanni di Giurdignano, 1836 Neapol, Teatro Nuovo)
- I due forzati, melodram (1836 Neapol, Teatro Nuovo)
- Il muratore di Napoli ovvero L'entrata degli Aragonesi in Napoli, melodram (libreto Domenico Bolognese, 1837 Neapol)
- I due savojardi, melodram (libreto Leopoldo Tarantini, 1838 Neapol, Teatro del Fondo)
- Allan Mac-Auley, melodram (libreto Giurdignano, 1838 Neapol, Teatro Nuovo)
- Il marinaio, melodram (libreto Giurdignano, 1839 Neapol, Teatro Nuovo)
- Maria d'Arles, lyrická tragédie (libreto Tarantini, 1840 Neapol, Teatro Nuovo)
- Il proscritto, melodram (libreto Marco d'Arienzo, 1841 Neapol, Teatro Nuovo)
- Guglielmo Colmann, melodram (libreto Marco d'Arienzo, 1842 Neapol, Teatro Nuovo)
- Paolo e Virginia, melodram (libreto Jacopo Ferretti, 1843 Řím, Teatro Metastasio)
- Il deportato in America, melodram (libreto Pietro Salatino, 1844 Řím, Teatro Valle)
- Un travestimento (libreto Giurdignano, 1845 Neapol, Teatro del Fondo)
- Carlotta e Werter, melodram (libreto Almerindo Spadetta, 1849 Neapol, Teatro Nuovo)
- Il coscritto, melodram (libreto Spadetta, 1851 Neapol, Teatro del Fondo)
- Pietro di Calais (posthumní dílo, 1872 Messina, Teatro Vittorio Emanuele)